# Spongia pavonia
Spongia pavonia är en svampdjursart som beskrevs av Jean-Baptiste Lamarck 1814. Spongia pavonia ingår i släktet Spongia och familjen Spongiidae. Inga underarter finns listade i Catalogue of Life.